# Bazoches-sur-Vesles
Pour les articles homonymes, voir Bazoches (homonymie).
Bazoches-sur-Vesles (dont la graphie Bazoches-sur-Vesle - sans s à « Vesles » - a été officiellement abandonnée,) est une ancienne commune française située dans le département de l'Aisne en région Hauts-de-France.
La commune, à la suite d'une décision du conseil municipal et par arrêté préfectoral du 30 septembre 2021, est le chef-lieu et une commune déléguée de la commune nouvelle de Bazoches-et-Saint-Thibaut, depuis le 1er janvier 2022.

## Géographie

### Localisation
La localité est implantée sur la rive nord de la Vesle, entre Mont-Notre-Dame et Fismes. 
Elle est desservie par la une liaison autocar SNCF entre La Ferté-Milon et Fismes.

### Hydrographie

#### Réseau hydrographique
La commune est située dans le bassin Seine-Normandie. Elle est drainée par la Vesle, la Fausse la rivière, le cours d'eau 01 du Breignoir, le ru du Beau et le ru Vauxtin,,.
La Vesle, d'une longueur de 139 km, prend sa source dans la commune de Somme-Vesle et se jette  dans l'Aisne à Ciry-Salsogne, après avoir traversé 52 communes.

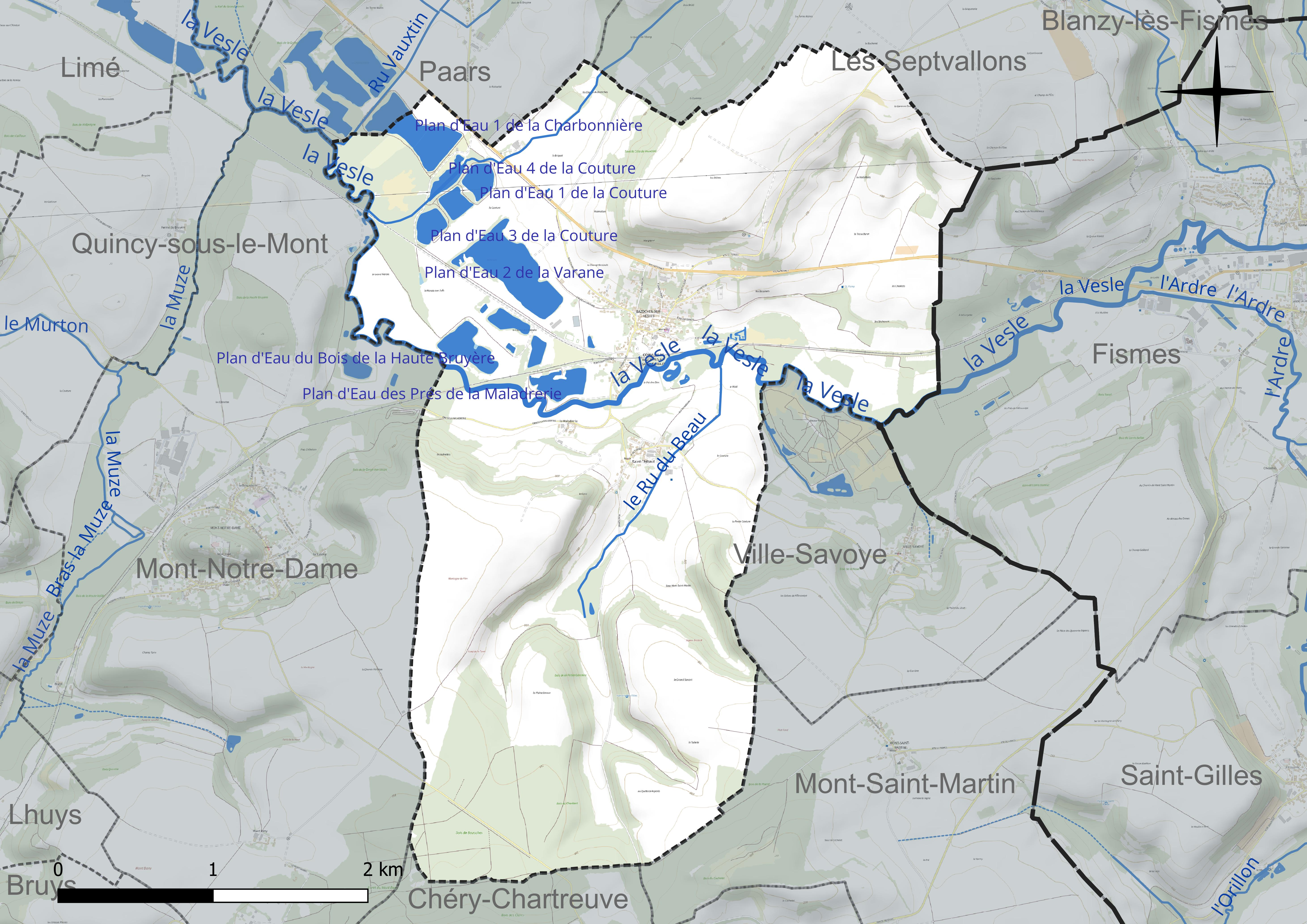
Réseau hydrographique de Bazoches-sur-Vesles.

Neuf plans d'eau complètent le réseau hydrographique : le plan d'eau 1 de la Charbonnière, d'une superficie totale de 11,8 ha (8,2 ha sur la commune), le plan d'eau 1 de la Couture (3,3 ha), le plan d'eau 2 de la Couture (2,6 ha), le plan d'eau 2 de la Varane (16,6 ha), le plan d'eau 3 de la Couture (3,1 ha), le plan d'eau 4 de la Couture (2,4 ha), le plan d'eau des Prés de la Maladrerie (4,8 ha), le plan d'eau du Champ des Malades (2,3 ha) et le plan d'eau du le marais aux Juifs (6,1 ha),.

#### Gestion et qualité des eaux
Le territoire communal est couvert par le schéma d'aménagement et de gestion des eaux (SAGE) « Aisne Vesle Suippe ». Ce document de planification, dont le territoire s'étend sur 3 096 km2 répartis sur trois départements (Aisne, Marne et Ardennes) et deux régions (Champagne-Ardenne et Picardie), a été approuvé le 16 décembre 2013. La structure porteuse de l'élaboration et de la mise en œuvre est le Syndicat d'aménagement des bassins Aisne Vesle Suippe (SIABAVES).
La qualité des cours d'eau peut être consultée sur un site dédié géré par les agences de l'eau et l'Agence française pour la biodiversité.

### Climat
Pour des articles plus généraux, voir Climat des Hauts-de-France et Climat de l'Aisne.
En 2010, le climat de la commune est de type climat océanique dégradé des plaines du Centre et du Nord, selon une étude du CNRS s'appuyant sur une série de données couvrant la période 1971-2000. En 2020, Météo-France publie une typologie des climats de la France métropolitaine dans laquelle la commune est exposée à un climat océanique altéré et est dans la région climatique Nord-est du bassin Parisien, caractérisée par un ensoleillement médiocre, une pluviométrie moyenne régulièrement répartie au cours de l'année et un hiver froid (3 °C).
Pour la période 1971-2000, la température annuelle moyenne est de 10,4 °C, avec  une amplitude thermique annuelle de 15,2 °C. Le cumul annuel moyen de précipitations est de 687 mm, avec 13,1 jours de précipitations en janvier et 8,5 jours en juillet. Pour la période 1991-2020 la température moyenne annuelle observée sur la station météorologique la plus proche, située sur la commune de Braine à 7 km à vol d'oiseau, est de 11,3 °C et le cumul annuel moyen de précipitations est de 662,7 mm,. Pour l'avenir, les paramètres climatiques de la commune estimés pour 2050 selon différents scénarios d'émission de gaz à effet de serre sont consultables sur un site dédié publié par Météo-France en novembre 2022.

## Urbanisme

### Typologie
Au 1er janvier 2024, Bazoches-et-Saint-Thibaut est catégorisée commune rurale à habitat dispersé, selon la nouvelle grille communale de densité à 7 niveaux définie par l'Insee en 2022.
Elle est située hors unité urbaine. Par ailleurs la commune fait partie de l'aire d'attraction de Reims, dont elle est une commune de la couronne,. Cette aire, qui regroupe 294 communes, est catégorisée dans les aires de 200 000 à moins de 700 000 habitants,.

### Occupation des sols
L'occupation des sols de la commune, telle qu'elle ressort de la base de données européenne d'occupation biophysique des sols Corine Land Cover (CLC), est marquée par l'importance des territoires agricoles (66,9 % en 2018), en diminution par rapport à 1990 (71,8 %). La répartition détaillée en 2018 est la suivante : 
terres arables (55,3 %), forêts (18,4 %), zones agricoles hétérogènes (11,6 %), eaux continentales (10,7 %), zones urbanisées (3,8 %), milieux à végétation arbustive et/ou herbacée (0,2 %).
L'évolution de l'occupation des sols de la commune et de ses infrastructures peut être observée sur les différentes représentations cartographiques du territoire : la carte de Cassini (XVIIIe siècle), la carte d'état-major (1820-1866) et les cartes ou photos aériennes de l'IGN pour la période actuelle (1950 à aujourd'hui).

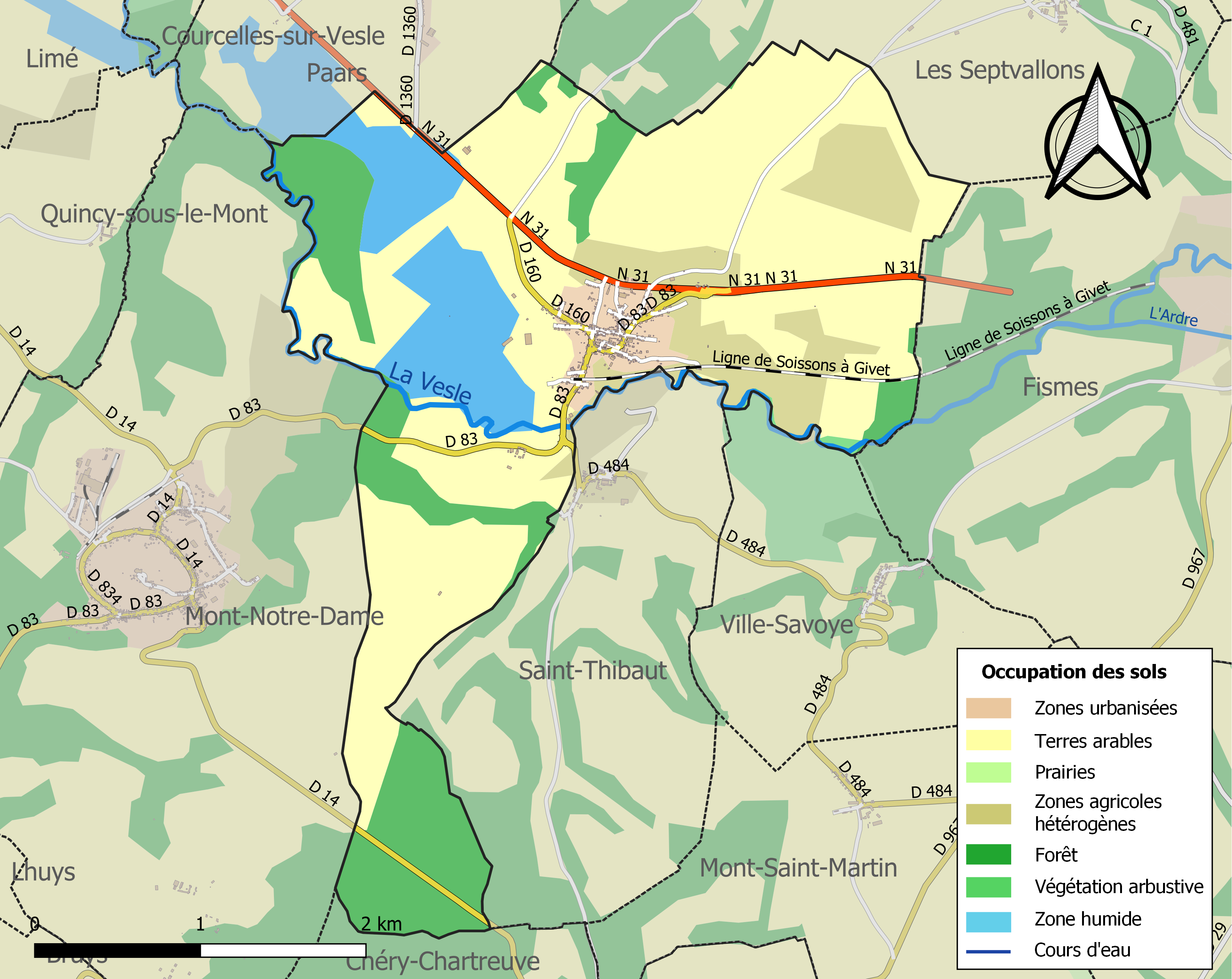
Carte des infrastructures et de l'occupation des sols de la commune en 2018 (CLC).

## Toponymie
Le nom de la localité est attesté sous les formes Ecclesia Basilicarum (1135) ; Bazolchiis (XIIe siècle) ; Basilicense (1186) ; territorium Bazochiarum, Basilice (1201) ; Basoches (1209) ; Basoche (1467) ; Basosche (1587) ; Paroisse Saint-Pierre-de-Bazoche (1668).
Bazoches est une formation toponymique médiévale, basée sur l'ancien français basoche, ou bazoche (église). Ce terme est issu, par évolution phonétique, du latin basilica,   « église » (basilique, édifice public couvert où se rendait la justice, église ou chapelle chrétienne.
La Vesle est une rivière française, affluent de rive gauche de l'Aisne.

## Histoire
En ce qui concerne la préhistoire, Bazoches-sur-Vesles abrite une "allée sépulcrale en bois maintenu par des pierres, longue de 7 m pour 1,40 m de large. Elle est installée en fond de vallée, creusée dans les limons. Dans le vestibule qui précède la chambre se trouvait un mobilier collectif du Néolithique récent Seine-Oise-Marne. Plusieurs dizaines de personnes y sont déposées.". Ainsi que le vallée de l'Aisne et de la Vesle alentour, de nombreuses traces d'habitation sont attestées depuis La Tène. Par exemple les fouilles à La Wache, La Foulerie, au Champ des malades, Les Pâtures, Les Chantereine, tous lieux où des fouilles ont mis en évidence des habitats jusqu'à la période augustéenne.
La voie romaine allant de Reims à Soissons, dite chaussée Brunehaut, passait sur le territoire du village. Les préfets romains des Gaules y avaient un palais, c'est peut-être la présence d'une villa découverte en 1859 qui renforce cette idée. Aux Pâtures, en 1848 l'abbé Lecomte signalait cette présence, en 59, E. Fleury avec l'Académie de Laon entreprenait des fouilles qui mettaient au jour des pièces d'habitation, mais surtout une mosaïque de vingt-huit mètres carrés.
Les saints Rufin et Valère qui avaient la surintendance des greniers impériaux du domaine impérial près de la Vesle sont dénoncés comme chrétiens et martyrisés à Bazoches en 287,. Leurs corps sont jetés dans un cloaque d'où ils sont retirés pour être placés dans un tombeau. Un oratoire est élevé sur leur tombe. Vers 535, saint Loup, évêque de Soissons et neveu de saint Remi, évêque de Reims fonde une collégiale formé d'un collège de soixante-douze clercs ou chanoines en mémoire des soixante-douze disciples de Jésus-Christ. Les reliques de saint Rufin et de saint Valère ont été retirées de terre pour être exposées à la vénération des fidèles. Le manoir de l'évêque de Soissons se trouvait à proximité de la collégiale. En 882, à l'approche des Normands, ces reliques sont transférées de Bazoches à l'église Saint-Pierre de Reims. Elles sont rapportées à Bazoches en 884. En 937, craignant une attaque des Hongrois, elles sont transférées dans la cathédrale de Soissons. Le péril étant passé, l'évêque ne renvoya à Bazoches qu'une seule châsse. Par la suite, ces reliques ont été distribuées dans plusieurs églises, à Coulonges, à Loupeigne, à Vierzy, à Vregny, et à Ourges dans le diocèse de Reims.
Un habitat mérovingien aux Chantereines.
Une seconde collégiale existait sur le territoire de Bazoches, dédiée à saint Thibaud. Son origine est mal connue jusqu'en 1088, quand le chapitre de clercs est remplacé par des moines de l'abbaye de Marmoutier, après la restitution de biens et l'accord de Manassé de Bazoches.
La seigneurie était aux évêques de Reims avant qu'ils en fassent don aux évêques de Soissons au VIIe siècle. D'après Duchesne, Hervé ou Hérivée, évêque de Reims, a donné la seigneurie de Bazoches à son frère, Eudes, en 909, pour défendre Bazoches contre les Normands ou des brigands. Sous le roi Eudes, Bazoches n'était pas fortifié permettant à des brigands de piller le village. La seigneurie a été confiée à la maison de Châtillon pour mettre le bourg en état de se défendre. Elle l'a transmise à de puînés qui devinrent seigneurs de Bazoches, Eudes de Châtillon, Miles, Gervais et Gaucher de Bazoches.
Le château pris par les Armagnacs est ruiné en 1417 au cours de la guerre de Cent Ans. Dans un accord passé devant le parlement de Paris, en 1428, entre Isabelle de Châlons, dernière descendante directe de la lignée de Bazoches, et le chapitre de la cathédrale de Soissons signent un accord après qu'elle est déclarée que « ladicte terre, ville et seigneurie de Bazoches estre arse et brulée et toutes les maisons et habitations dicelle et ses hommes  et hostes absens et hors du pays, et ladite terre de nulle valeur par le fait des guerres et divisions qui sont en ce royaume »
Pendant la Fronde, le village et le château sont pillés et incendiés par les Espagnols en 1650. Le chapitre de la collégiale Saints-Rufin-et-Valère est supprimé en 1661 .
Bazoches, dite aussi Bazoches en Valois au diocèse de Soissons, possédait une maladrerie (léproserie), intégrée dans l'Ordre royal de N-D du Mont-Carmel et de Saint-Lazare de Jérusalem en 1664,. En 1716 le commandeur de Bazoches était Pierre-Maurille Boulard (1673-1734), écuyer, chevalier, secrétaire général et greffier de l'Ordre,, diplomate, anobli en février  1719 par lettres patentes pour lui et sa postérité, grand-père d'Antoine-Marie (1754-1825) ; il finit sa carrière comme intendant général et secrétaire des commandements de Louis-Armand de Bourbon-Conti (1695-1727), Prince de Conti. Il épouse Élisabeth Roussart qui vivra avec lui à l'hôtel de Conti. À la mort du prince il est tuteur onéraire des enfants mineurs du prince. Par son épouse il est cité plusieurs fois dans les archives de la famille Dionis.

## Politique et administration

### Découpage territorial
La commune de Bazoches-sur-Vesles est membre de la communauté de communes du Val de l'Aisne, un établissement public de coopération intercommunale (EPCI) à fiscalité propre créé le 28 décembre 1994 dont le siège est à Presles-et-Boves. Ce dernier est par ailleurs membre d'autres groupements intercommunaux.
Sur le plan administratif, elle est rattachée à l'arrondissement de Soissons, au département de l'Aisne et à la région Hauts-de-France. Sur le plan électoral, elle dépend du  canton de Fère-en-Tardenois pour l'élection des conseillers départementaux, depuis le redécoupage cantonal de 2014 entré en vigueur en 2015, et de la cinquième circonscription de l'Aisne  pour les élections législatives, depuis le dernier découpage électoral de 2010.

### Liste des maires
| Période                                  | Période          | Identité         | Étiquette | Qualité     |
| ---------------------------------------- | ---------------- | ---------------- | --------- | ----------- |
| avant 1874                               | 1875             | Pellot           |           |             |
| Les données manquantes sont à compléter. |                  |                  |           |             |
| avant 1988                               | mars 2008        | Hervé Gironnay   | DVG       |             |
| avant 1995                               | ?                | Philippe Demoury | DVD       | Agriculteur |
| mars 2008                                | 2014             | Denis Yvanes     |           |             |
| 2014                                     | mai 2020         | Nicolas Demoury  | DVD       | Agriculteur |
| mai 2020                                 | 31 décembre 2021 | Christian Drouet |           |             |

### Liste des maires délégués
| Période      | Période                      | Identité         | Étiquette | Qualité                                     |
| ------------ | ---------------------------- | ---------------- | --------- | ------------------------------------------- |
| janvier 2022 | En cours (au 1 janvier 2022) | Christian Drouet |           | Maire de Bazoches-et-Saint-Thibaut (2022 →) |

## Démographie
L'évolution du nombre d'habitants est connue à travers les recensements de la population effectués dans la commune depuis 1793. Pour les communes de moins de 10 000 habitants, une enquête de recensement portant sur toute la population est réalisée tous les cinq ans, les populations de référence des années intermédiaires étant quant à elles estimées par interpolation ou extrapolation. Pour la commune, le premier recensement exhaustif entrant dans le cadre du nouveau dispositif a été réalisé en 2006.

En 2022, la commune comptait 430 habitants, en évolution de −6,93 % par rapport à 2016 (Aisne : −1,97 %, France hors Mayotte : +2,11 %).
| 1793 | 1800 | 1806 | 1821 | 1831 | 1836 | 1841 | 1846 | 1851 |
| ---- | ---- | ---- | ---- | ---- | ---- | ---- | ---- | ---- |
| 254  | 297  | 292  | 331  | 345  | 358  | 397  | 427  | 420  |

| 1856 | 1861 | 1866 | 1872 | 1876 | 1881 | 1886 | 1891 | 1896 |
| ---- | ---- | ---- | ---- | ---- | ---- | ---- | ---- | ---- |
| 417  | 422  | 370  | 366  | 354  | 324  | 318  | 326  | 364  |

| 1901 | 1906 | 1911 | 1921 | 1926 | 1931 | 1936 | 1946 | 1954 |
| ---- | ---- | ---- | ---- | ---- | ---- | ---- | ---- | ---- |
| 350  | 363  | 355  | 292  | 395  | 375  | 357  | 328  | 360  |

| 1962 | 1968 | 1975 | 1982 | 1990 | 1999 | 2006 | 2011 | 2016 |
| ---- | ---- | ---- | ---- | ---- | ---- | ---- | ---- | ---- |
| 328  | 311  | 333  | 281  | 351  | 383  | 440  | 464  | 462  |

| 2021 | 2022 | - | - | - | - | - | - | - |
| ---- | ---- | - | - | - | - | - | - | - |
| 439  | 430  | - | - | - | - | - | - | - |

## Culture locale et patrimoine

### Lieux et monuments
- Église Saint-Pierre classée aux monuments historiques depuis 1919.
- Vestiges de l'ancien château  du XIIIe siècle partiellement inscrits depuis 1927 aux monuments historiques. Il a été endommagé par un fermier en 1858, et lors de la Première Guerre mondiale en 1918[53].

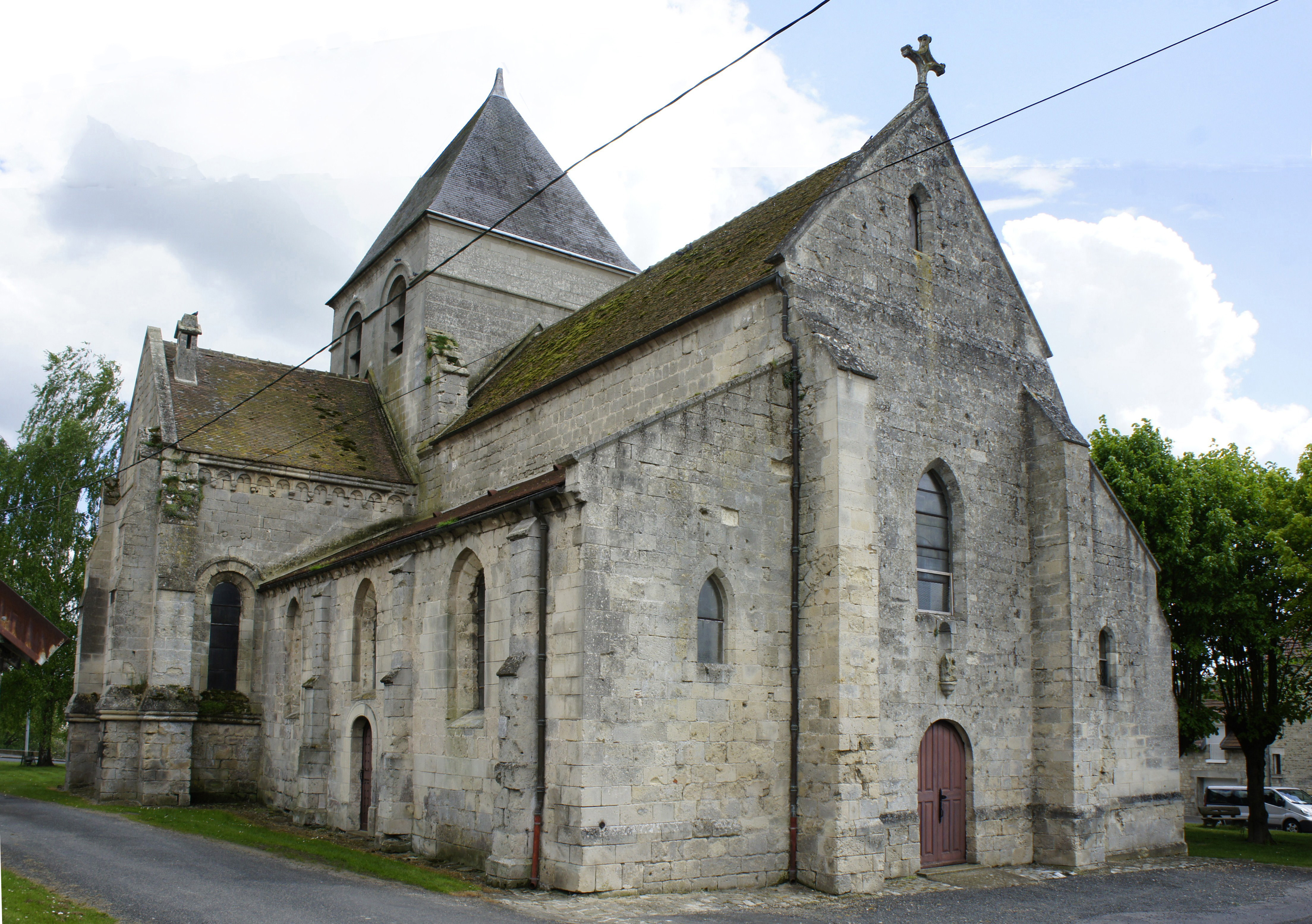
Le portail de l'église.
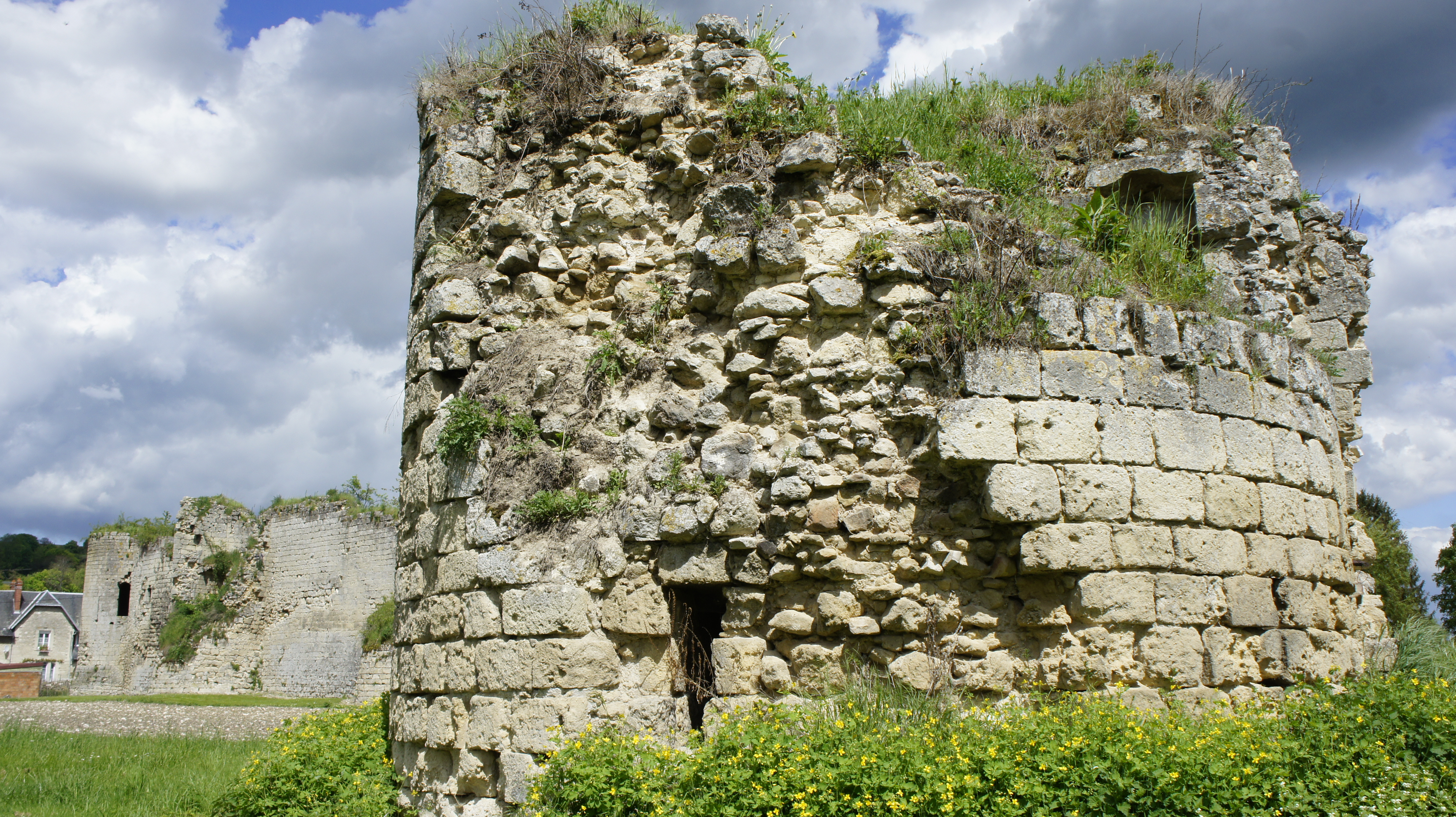
Une vue des ruines du château.
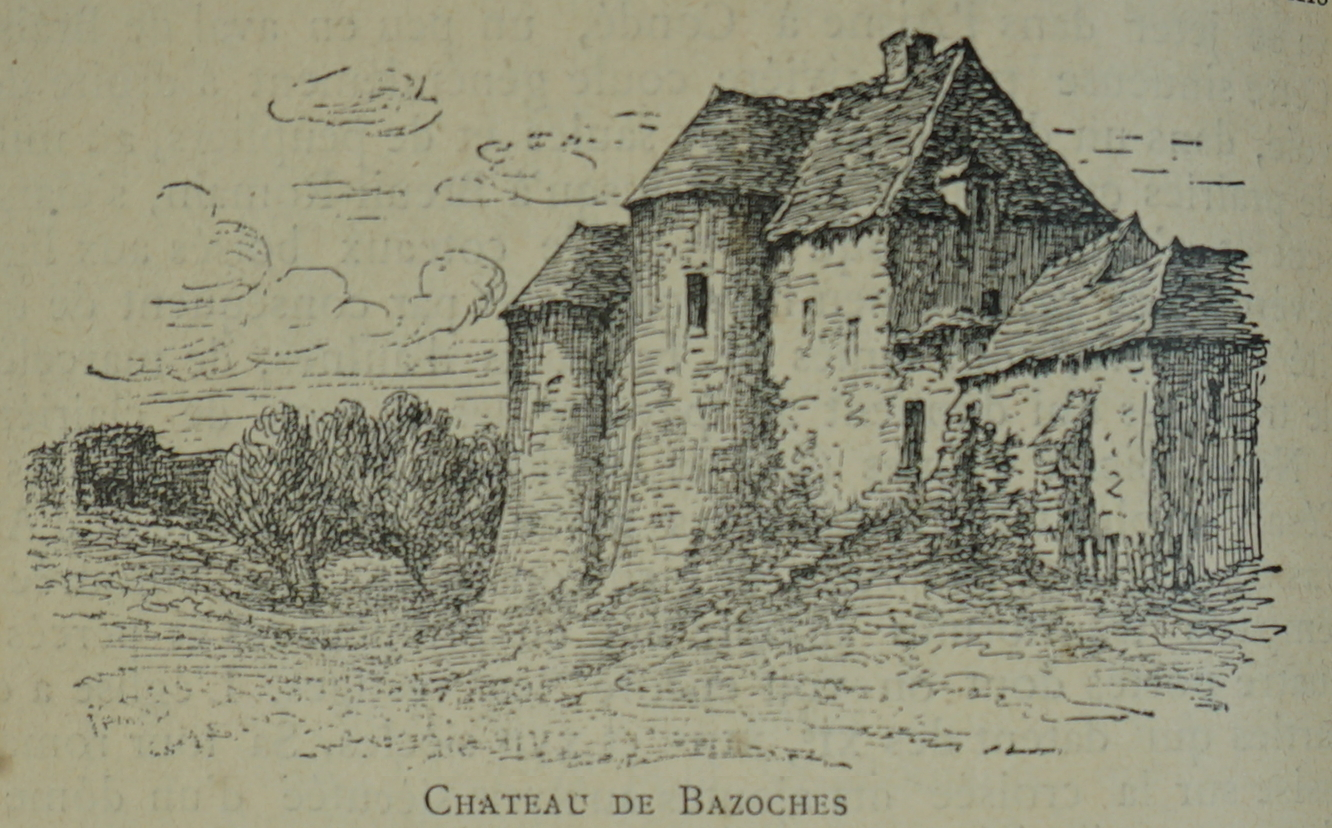
Sur un dessin de la fin du XIXe siècle.

## Pour approfondir